# 李坤城
李坤城（1956年8月25日—2023年4月6日），台灣詞曲作家、音樂製作人，時光城堡音樂文化工作室負責人，畢業於台灣國立台中二中、私立淡江大學中國文學學系，作品包括鳳飛飛《心肝寶貝》、羅大佑《火車》、羅大佑《青春舞曲2000》歌曲作詞。於2023年4月6日逝世。

## 經歷
李坤城收藏2萬多張古董黑膠唱片，有「黑膠教父」之稱，是2003年第40屆金馬獎最佳紀錄片《跳舞時代》音樂總監。
第11屆金曲獎、第12屆金曲獎、第14屆金曲獎流行音樂類評審。
第12屆金曲獎、第14屆金曲獎總召集人。
1998年～1999年任台中廣播電台音樂總監暨節目主持人
1993年～2003年台語廣播主持人，在解嚴後初期十一年中，在台北全民電台、綠色和平電台、台北電台、中國廣播電台、亞洲電台、全國廣播、台中廣播電台、台中山海屯電台等，共製作主持過七個台語廣播節目，也曾榮獲文建會最佳台語廣播贊助節目製作獎。
2011年，羅大佑將他和李坤城合作的《心肝寶貝》等8首歌重製發行，李坤城控告他違反《著作權法》。但經過台北地檢署調查後，因為罪證不足，最後已處分不起訴。

## 個人生活
育有李卓軒和李卓奇。长子李卓軒曾擔任百貨推銷員、餐廳服務生及網咖工程師，后来到大学念資管系，踏入資訊產業；而次子李卓奇在2004年秋因在速食店麥當勞工作期间，于學校上課途中因疲劳驾驶發生車禍過世。该事件被哥哥卓軒证实。
2012年8月，李坤城在中國大陆青海旅遊，於深山發生嚴重車禍，一度生命垂危，當時小他20歲的前女朋友放下工作、悉心照料，隨侍在側。然而他康復返台後，卻劈腿戀上只有17歲（小李坤城40歲）的林靖恩，並且向前女朋友提出分手；之間還曾先企圖追求林靖恩的姊姊林靖文。
2013年6月24日，李坤城與林靖恩一同參加談話性節目，表示已得林靖恩家長應許，待林靖恩成年後準備婚事。
2013年9月，李坤城與林靖恩同遊墾丁，林靖恩父親向警察局報案並控告李坤城妨害家庭。
2016年11月9日，李坤城坦言「（20歲之前）不會讓她懷孕，現在也不以那件事（性愛）為重心，我們以心靈為主。」他表示2人渴望有小孩，至於打算何時生，他說：「這不是我們能決定。」李坤城說林靖恩滿20歲後，2人不但可以結婚、同居，還可以完成她辦護照、出國的願望。而婚禮「沒有要邀請誰的想法，如果有一定是至親好友。」李坤城曾為閃靈樂團Freddy和Doris當證婚人，在演藝圈也有不少好友，他說：「不會找明星來，婚禮以長期支持我們的人為主。」
2013年，李坤城与比自己小40岁的林靖恩交往。2023年2月1日，兩人在臺中慈济医院加护病房内結婚。
2023年4月6日，李坤城因大腸癌病逝。4月20日於台中外海進行海葬。
李过世之后，成為遗孀的林靖恩变卖房产，入住旅馆，後因为破坏旅馆中的电器被赶出门而流落街头，成为无业游民；2024年7月中因偷拿他人外送餐點被以竊盜罪名移送法辦。

## 獎項紀錄
| 年份   | 授獎名稱    | 結果 | 獎項                 | 提名人         | 入圍作品         | 唱片公司             |
| ------ | ----------- | ---- | -------------------- | -------------- | ---------------- | -------------------- |
| 1991年 | 第3屆金曲獎 | 提名 | 最佳方言歌曲作詞人獎 | 李坤城、羅大佑 | 〈心肝寶貝〉     | 真善美聲視有限公司   |
| 1994年 | 第6屆金曲獎 | 提名 | 最佳方言歌曲作詞人獎 | 李坤城         | 〈菊花開的時〉   | 索引有聲出版有限公司 |
| 1994年 | 第6屆金曲獎 | 提名 | 最佳方言歌曲作詞人獎 | 李坤城         | 〈阿爸的西門町〉 | 歌林股份有限公司     |

## 音樂製作人專輯作品
| 年份 | 專輯名稱                                           | 演唱人       | 發行單位                 |
| ---- | -------------------------------------------------- | ------------ | ------------------------ |
| 1992 | 《愛的日記》                                       | 沈文程       |                          |
| 1993 | 《牽紅線》                                         | 王建傑曾心梅 |                          |
| 1994 | 《紅薔薇》                                         | 陳艾玲       |                          |
| 1994 | 《真心換絕情》                                     | 吳宗憲       |                          |
| 1995 | 南投之愛專輯《蝴蝶自由飛》                         |              | 彭百顯新社會基金會       |
| 1995 | 希望的家鄉《內山之歌》                             |              | 高雄縣新希望基金會       |
| 1996 | 1996年中華民國總統選舉彭明敏紀念專輯《鯨魚的歌聲》 |              | 彭明敏文教基金會         |
| 1996 | 《我是你的電火球仔》                               |              | 蘇貞昌競選台北縣長總本部 |
| 2005 | 思念卓奇專輯《秋天的孩子》                         |              | 李坤城音樂工作室         |

## 作詞作品
| 年份 | 作品名稱            | 原演唱人       | 作詞人                             | 作曲人          | 專輯名稱                    | 發行公司          |
| ---- | ------------------- | -------------- | ---------------------------------- | --------------- | --------------------------- | ----------------- |
| 1991 | 火車                | 羅大佑         | 李坤城                             | 羅大佑          | 原鄉                        | 滾石唱片/音樂工廠 |
| 1991 | 長征                | 羅大佑         | 李坤城/古秀如                      | 羅大佑          | 原鄉                        | 滾石唱片/音樂工廠 |
| 1991 | 原鄉 (1)            | 羅大佑         | 李坤城/古秀如                      | 羅大佑          | 原鄉                        | 滾石唱片/音樂工廠 |
| 1991 | 原鄉 (2)            | 羅大佑         | 李坤城                             | 羅大佑          | 原鄉                        | 滾石唱片/音樂工廠 |
| 1991 | 大家免著驚          | 羅大佑         | 李坤城/羅大佑                      | 羅大佑          | 原鄉                        | 滾石唱片/音樂工廠 |
| 1991 | 牽成阮的愛          | 鳳飛飛         | 李坤城/王武雄                      | 羅大佑          | 原鄉                        | 滾石唱片/音樂工廠 |
| 1991 | 青春舞曲２０００    | 羅大佑         | 李坤城                             | 羅大佑          | 原鄉                        | 滾石唱片/音樂工廠 |
| 1991 | 心肝寶貝            | 鳳飛飛         | 李坤城/羅大佑                      | 羅大佑          |                             | 真善美            |
| 1992 | 戀愛的滋味          | 葉啟田         | 李坤城/古秀如                      | 朱約信          | 野鳥                        | 吉馬唱片          |
| 1992 | 愛河夜曲            | 沈文程         | 李坤城                             | 沈文程          | 愛的日記                    | 新台唱片          |
| 1992 | 愛的日記            | 沈文程         | 李坤城/沈文程                      | 沈文程          |                             | 新台唱片          |
| 1993 | 重逢未了情          | 江蕙           | 李坤城                             | 蔣三省          |                             | 點將唱片          |
| 1993 | 那ㄧ暝              | 楊宗憲         | 李坤城                             | 蔣三省          |                             | 歌林唱片          |
| 1993 | 阿婆仔店            | 王建傑         | 李坤城                             | 王登雄          |                             | 興來唱片          |
| 1993 | 家鄉的阿爸          | 王建傑         | 李坤城                             | 陳小霞          |                             | 興來唱片          |
| 1993 | 愛情過路人          | 王建傑         | 李坤城                             | 王登雄          |                             | 興來唱片          |
| 1993 | 蓮池潭之戀          | 王建傑         | 李坤城                             | 蔣三省          |                             | 興來唱片          |
| 1993 | 痴情等你ㄧ生        | 王建傑         | 李坤城                             |                 |                             | 興來唱片          |
| 1993 | 離開故鄉離開你      | 王建傑         | 李坤城                             | 王登雄          |                             | 興來唱片          |
| 1993 | 朋友                | 楊宗憲         | 李坤城                             | 玉置浩二        | 一生的等候                  | 歌林唱片/有容唱片 |
| 1993 | 問雪                | 楊宗憲         | 李坤城                             | 谷村新司        | 一生的等候                  | 歌林唱片/有容唱片 |
| 1993 | 太陽情夢            | 楊宗憲         | 李坤城                             | RYUDO UZAKI     | 一生的等候                  | 歌林唱片/有容唱片 |
| 1993 | 愛情騙子            | 楊宗憲         | 李坤城                             | 谷村新司        | 一生的等候                  | 歌林唱片/有容唱片 |
| 1993 | 一生的等候          | 楊宗憲         | 李坤城/古秀如                      | 五木弘          | 一生的等候                  | 歌林唱片/有容唱片 |
| 1993 | 送報伕              | 朱約信         | 李坤城                             | 朱約信          | 鵝媽媽要出嫁 - 楊逵紀念專輯 | 水晶唱片          |
| 1993 | 賣花阿婆            | 蕭福德         | 李坤城                             | 蕭福德          | 楊逵紀念音樂會              | 水晶唱片          |
| 1993 | 菊花開的時          | 陳明章         | 李坤城                             | 陳明章          |                             | 水晶唱片          |
| 1993 | 阿爸的西門町        | 楊宗憲         | 李坤城                             | 長渕剛          | 一生的等候                  | 歌林唱片/有容唱片 |
| 1993 | 對你永遠癡迷        | 寶貝對合唱團   | 李坤城                             |                 | 寶貝•寶貝                   | 吉馬唱片          |
| 1994 | 希望平安擱ㄧ暝      | 朱約信等       | 李坤城                             | 豬頭皮          | 1994「陪你長大慈善演唱會」  | 水晶唱片          |
| 1994 | 無情的玫瑰          | 洪榮宏vs劉依純 | 李坤城                             | 堀內孝雄        |                             | 真善美            |
| 1994 | 浮沈                | 陳艾玲vs黃國倫 | 李坤城                             | 林隆璇          |                             | 波麗佳音          |
| 1994 | 心內話              | 陳艾玲         | 李坤城                             | 黃國倫          |                             | 波麗佳音          |
| 1994 | 六月冷風            | 陳艾玲         | 李坤城                             | 吳嘉祥          |                             | 波麗佳音          |
| 1994 | 風雨一陣陣          | 陳艾玲         | 李坤城                             | 黃國倫          |                             | 波麗佳音          |
| 1994 | 我的神魂跟你行      | 楊宗憲         | 李坤城                             | 蔣三省          | 留你留袂着                  | 歌林唱片/有容唱片 |
| 1994 | 小神仙              | 吳宗憲         | 李坤城                             | 陳志聰          |                             | 波麗佳音          |
| 1994 | 生日皇帝大          | 謝雷           | 李坤城                             | 吳嘉祥          |                             | 歌林唱片          |
| 1994 | 攬你的身軀          | 謝雷           | 李坤城                             | 吳嘉祥          |                             | 歌林唱片          |
| 1994 | 白頭的重逢          | 方瑞娥         | 李坤城                             | 何映達          |                             | 歌林唱片          |
| 1994 | 無愛啦              | 甲子慧         | 李坤城                             | 和田香苗        | 夢的十七                    | 歌林唱片          |
| 1994 | 我的憂鬱            | 伊正           | 李坤城                             | 史俊鵬          |                             | BMG唱片           |
| 1995 | 恩愛歌              | 葉啟田         | 李坤城                             | 管水            | 30週年回饋演唱會特輯第2輯   | 吉馬唱片          |
| 1995 | ２１世紀查某人      | 白冰冰         | 李坤城                             | 管水            | ２１世紀查某人              | 吉馬唱片          |
| 1995 | 吻你想你            | 劉小慧         | 李坤城                             | 鮑比達          |                             | BMG唱片           |
| 1995 | 來棒賽              | 豬頭皮         | 李卓軒/李坤城                      | Pig             | 豬頭皮的笑魁唸歌Ⅱ           | 滾石/真言社       |
| 1995 | 外好汝甘知          | 豬頭皮         | 李坤城                             | 伍佰/China Blue | 豬頭皮的笑魁唸歌Ⅱ           | 滾石/真言社       |
| 1995 | 只要現在            | 伊正           | 李坤城                             | 史俊鵬          | 紅塵寂寞人                  | BMG唱片           |
| 1995 | 紅塵寂寞人          | 伊正           | 李坤城                             | 史俊鵬          |                             | BMG唱片           |
| 1995 | 南投調              | 老哥（劉淞洲） | 李坤城                             | 老哥（劉淞洲）  |                             | 新社會文教基金會  |
| 1995 | 蝴蝶自由飛          | 陳淳杰         | 李坤城                             | 詹宏達          |                             | 新社會文教基金會  |
| 1995 | 天光                | 李俊廣         | 李坤城/古秀如                      | 黃國倫          |                             | 彭明敏文教基金會  |
| 1995 | 阿三哥選皇帝        | 豬頭皮         | 李坤城                             | 構成豬          | 豬頭皮的笑魁唸歌Ⅱ           | 魔岩唱片          |
| 1996 | 內山之歌            | 詹宏達         | 李坤城                             | 詹宏達          |                             | 新社會文教基金會  |
| 1996 | 相逢芎蕉城          | 陳淳杰         | 李坤城                             | 詹宏達          |                             | 新社會文教基金會  |
| 1996 | 誰人來疼惜          | 黃乙玲         | 李坤城/古秀如                      | 尤景仰          |                             | 波麗佳音          |
| 1996 | 愛情交叉路口        | 林美美         | 李坤城                             |                 |                             | 福和唱片          |
| 1996 | 心內ㄧ個小願望      | 詹宏達         | 李坤城                             | 詹宏達          |                             | 彭明敏文教基金會  |
| 1996 | 台灣原住民組曲      | 朱約信         | 李坤城                             | 朱約信          | 鯨魚的歌聲                  | 彭明敏文教基金會  |
| 1996 | 自由的風放予吹      | 流氓阿德       | 李坤城                             | 流氓阿德        |                             | 彭明敏文教基金會  |
| 1996 | 台灣新人類          | 朱約信         | 李坤城                             | 朱約信          |                             | 彭明敏文教基金會  |
| 1996 | 承諾~明天長路一起走 | 陳淳杰         | 李坤城/林良哲/古秀如/洪慧貞/黃國洲 | 黃大詩          |                             | 彭明敏文教基金會  |
| 1996 | 叫阮欲按怎          | 黃乙玲         | 李坤城                             |                 |                             | 波麗佳音          |
| 1996 | 一隻鳥在飛          | 豬頭皮等       | 李坤城                             |                 | 和諧的夜晚ＯＡＡ            | 魔岩唱片          |
| 1996 | 山上的孩子          | 豬頭皮等       | 李坤城                             |                 | 和諧的夜晚ＯＡＡ            | 魔岩唱片          |
| 1996 | 只因為秋天          | 豬頭皮等       | 李坤城                             |                 | 和諧的夜晚ＯＡＡ            | 魔岩唱片          |
| 1996 | 回到大自然          | 豬頭皮等       | 李坤城                             |                 | 和諧的夜晚ＯＡＡ            | 魔岩唱片          |
| 1996 | 快樂來工作          | 豬頭皮等       | 李坤城                             |                 | 和諧的夜晚ＯＡＡ            | 魔岩唱片          |
| 1996 | 飛魚的夢想          | 豬頭皮等       | 李坤城                             |                 | 和諧的夜晚ＯＡＡ            | 魔岩唱片          |
| 1996 | 雲豹的故鄉          | Lhavakau       | 李坤城                             |                 | 和諧的夜晚ＯＡＡ            | 魔岩唱片          |
| 1996 | 杜鵑山的月光        | 張震嶽         | 李坤城                             |                 | 和諧的夜晚ＯＡＡ            | 魔岩唱片          |
| 1996 | 美好的豐年祭        | Su-Yang        | 李坤城                             |                 | 和諧的夜晚ＯＡＡ            | 魔岩唱片          |
| 1996 | 和諧的夜晚ＯＡＡ    | 豬頭皮等       | 李坤城                             |                 | 和諧的夜晚ＯＡＡ            | 魔岩唱片          |
| 1996 | 快樂過新年          | 黃乙玲         | 李坤城                             | 尤景仰          |                             |                   |
| 1997 | 那魯灣頌            | 原住民同胞     | 李坤城                             | 黃國倫          | 英雄出少年專輯              | 那魯灣職棒大聯盟  |
| 1997 | 臺北太陽隊歌        | 原住民同胞     | 李坤城                             | 黃國倫          | 英雄出少年專輯              | 那魯灣職棒大聯盟  |
| 1997 | 臺中金剛隊歌        | 原住民同胞     | 李坤城                             | 黃國倫          | 英雄出少年專輯              | 那魯灣職棒大聯盟  |
| 1997 | 嘉南勇士隊歌        | 原住民同胞     | 李坤城                             | 黃國倫          | 英雄出少年專輯              | 那魯灣職棒大聯盟  |
| 1997 | 高屏雷公隊歌        | 原住民同胞     | 李坤城                             | 黃國倫          | 英雄出少年專輯              | 那魯灣職棒大聯盟  |
| 1997 | 只有夢永遠尚美      | 晏羚           | 李坤城                             | 史俊鵬          | 田嬰                        | 金瓜石唱片        |
| 1997 | 光明時代            | 豬頭皮         | 李坤城                             | 朱約信          |                             | 蘇貞昌競選總部    |
| 1997 | 我是你的電火球仔    | 詹宏達         | 李坤城                             | 詹宏達          |                             | 蘇貞昌競選總部    |
| 1998 | 電火球仔            | 小豬頭皮       | 李坤城                             | 朱約信          | 小豬頭皮的遊樂場            | 魔岩唱片          |
| 1998 | 小雨點              | 豬頭皮         | 李坤城                             | 朱約信          |                             | 魔岩唱片          |
| 1998 | 坐枱小姐            | 小辣椒         | 李坤城                             | 管水            |                             |                   |
| 1999 | 愛過頭              | 豬頭皮         | 李坤城                             | 豬頭皮          | 傲骨人生                    | 魔岩唱片          |
| 1999 | 家庭進行曲          | 陳明章等       | 李坤城                             | 陳明章          |                             | 陳水扁競選總部    |
| 2000 | 哇哈哈進行曲        | 豬頭皮         | 李坤城                             | 朱約信          | 豬頭2000[我要A錢]           | 魔岩唱片          |

## 外部連結
- 李坤城的Facebook專頁